# Декария
Декария (лат. Decarya) — монотипный род растений семейства Дидиереевые (Didiereaceae), произрастающий на территории Мадагаскара. На 2023 год включает один вид — Декария мадагаскарская (Decarya madagascariensis).

## Название
Родовое латинское название Decarya дано в честь Раймонда Декари (фр. Raymond Decary, 1891–1973), французского ботаника, этнолога и колониального администратора, который проводил исследования на Мадагаскаре и собирал материалы для Национального музея естественной истории во Франции.

## Описание
Декария мадагаскарская — это кустарник или дерево с зигзагообразными, сочными ветками, на которых в каждом узле располагается небольшой лист. Два шипа по бокам указывают на изменение направления стебля.

## Таксономия
Decarya Choux, первое упоминание в Compt. Rend. Hebd. Séances Acad. Sci. 188: 1620 (1929).

### Синонимы
Гетеротипные (основанные на разных номенклатурных типах):
- Decaryia Choux, (1934), orth. var.

### Виды
По данным сайта Plants of the World Online на 2023 год, род включает один подтвержденный вид:
- Decarya madagascariensis Choux — Декария мадагаскарская

#### Синонимы (вида)
Гетеротипные (основанные на разных номенклатурных типах):

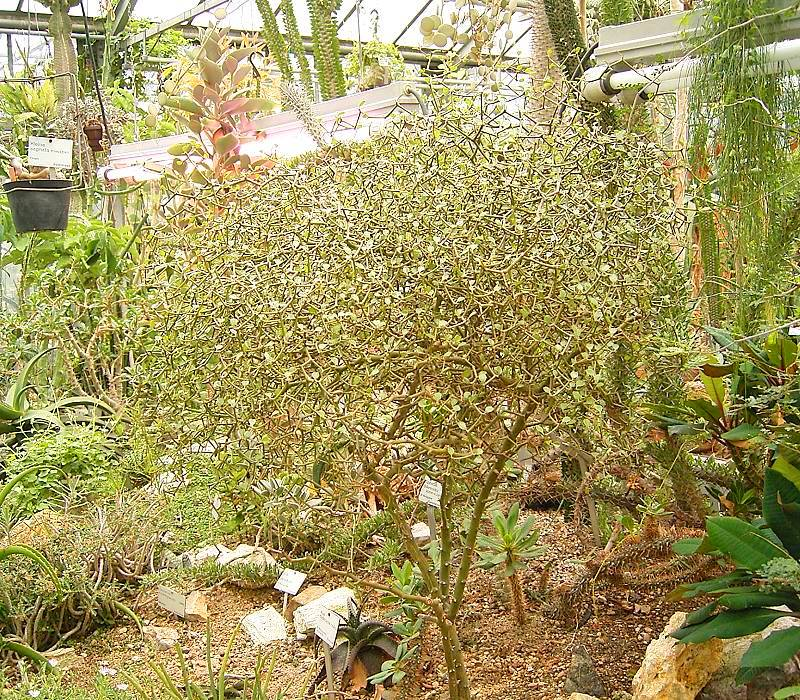
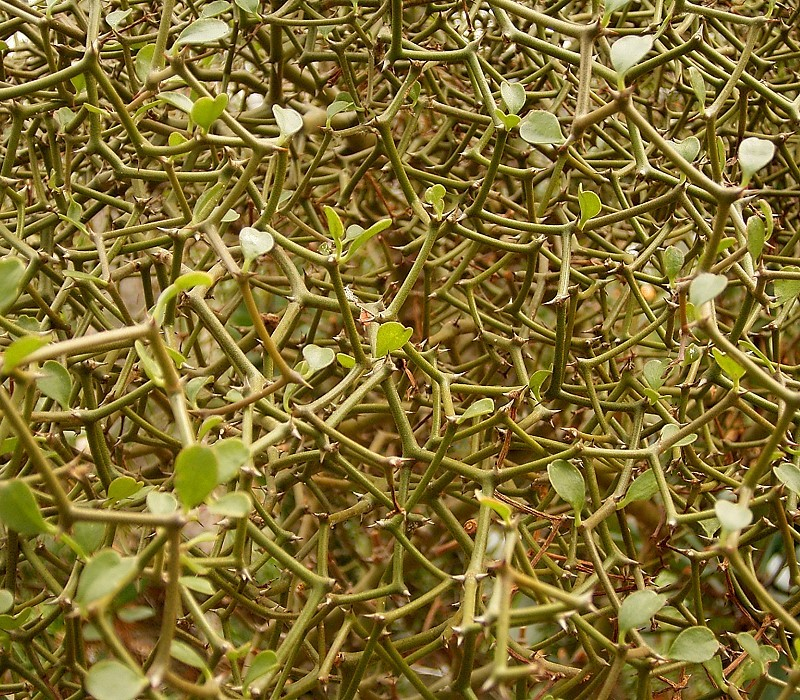
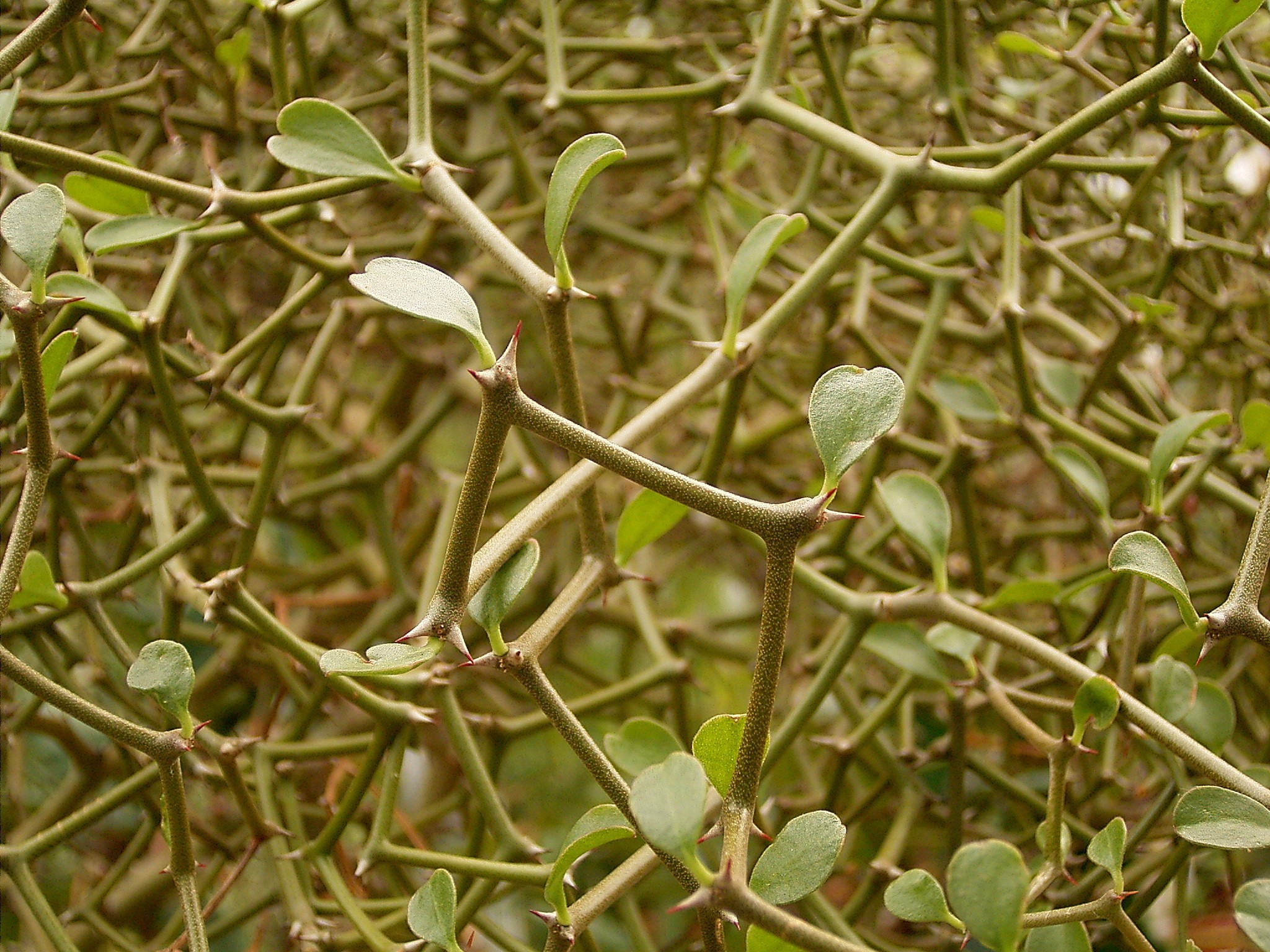

- Alluaudia geayi Choux (1929), nom. nud.